# Västuvea
Västuvea (eget namn: fagauvea) är ett polynesiskt språk som talas på ön Ouvéa i Nya Kaledonien. Språket började utveckla separat från östuvea, eller walliska, under 1600-talet då språkets talare började flytta till ön Ouvéa. År 2009 talades västuvea av 2219 personer.
Språket skrivs med latinska alfabetet. Delar av Bibeln har översatts till västuvea.

## Fonologi

### Konsonanter
|          | Bilabial | Labiodental | Alveolar | Palatal | Velar    |
| -------- | -------- | ----------- | -------- | ------- | -------- |
| Nasal    | m (ʰm)   |             | n (ʰn)   |         | ŋ        |
| Klusil   | p        |             | t \| (d) |         | k \| (g) |
| Frikativ |          | v           | s        |         |          |
| Lateral  |          |             | l        |         |          |

Källa:

### Vokaler
|            | Främre | Central | Bakre |
| ---------- | ------ | ------- | ----- |
| Sluten     | i      |         | u     |
| Halvsluten | e      |         | o     |
| Öppen      |        | a       |       |

Källa: